# 황간 견씨
황간 견씨(黃磵甄氏)는 충청북도 영동군 황간면을 관향으로 하는 한국의 성씨이다.
시조는 후백제를 세운 견훤(甄萱, 867~936)이다.

## 역사
견(甄)씨는 후백제(後百濟)를 세운 견훤(甄萱)을 시조(始祖)로 하는 황간 견씨(黃磵 甄氏)와 아자개(阿慈介)를 시조로 하는 상주 견씨(尙州 甄氏)가 있다. 그 외에도 남양(南陽), 청양(靑陽), 전주(全州), 경주(慶州), 완산(完山), 진주(晋州), 안주(安州) 등 9개의 본관이 있는 것으로 전한다.
『삼국사기(三國史記)』에는 견훤(甄萱)이 상주(尙州) 가은현(加恩縣) 사람으로 본성(本姓)이 이씨(李氏)이며 아자개(阿慈介)의 아들로 기록되어 있으므로, 황간 견씨와 상주 견씨는 동일혈족(同一血族)이 된다. 그러나 오늘날 견씨는 보첩(譜牒)이 전하지 않아 계대(系代)를 상고할 수 없다.